# Strathearn (Schottland)

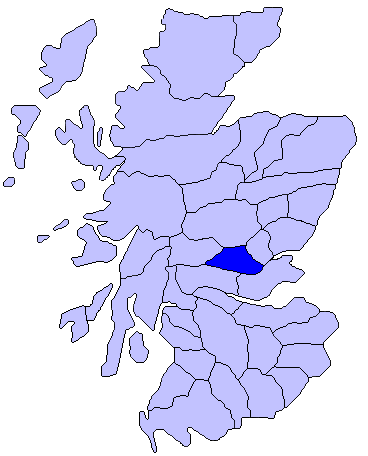
Strathearn (historischer schottischer Distrikt)

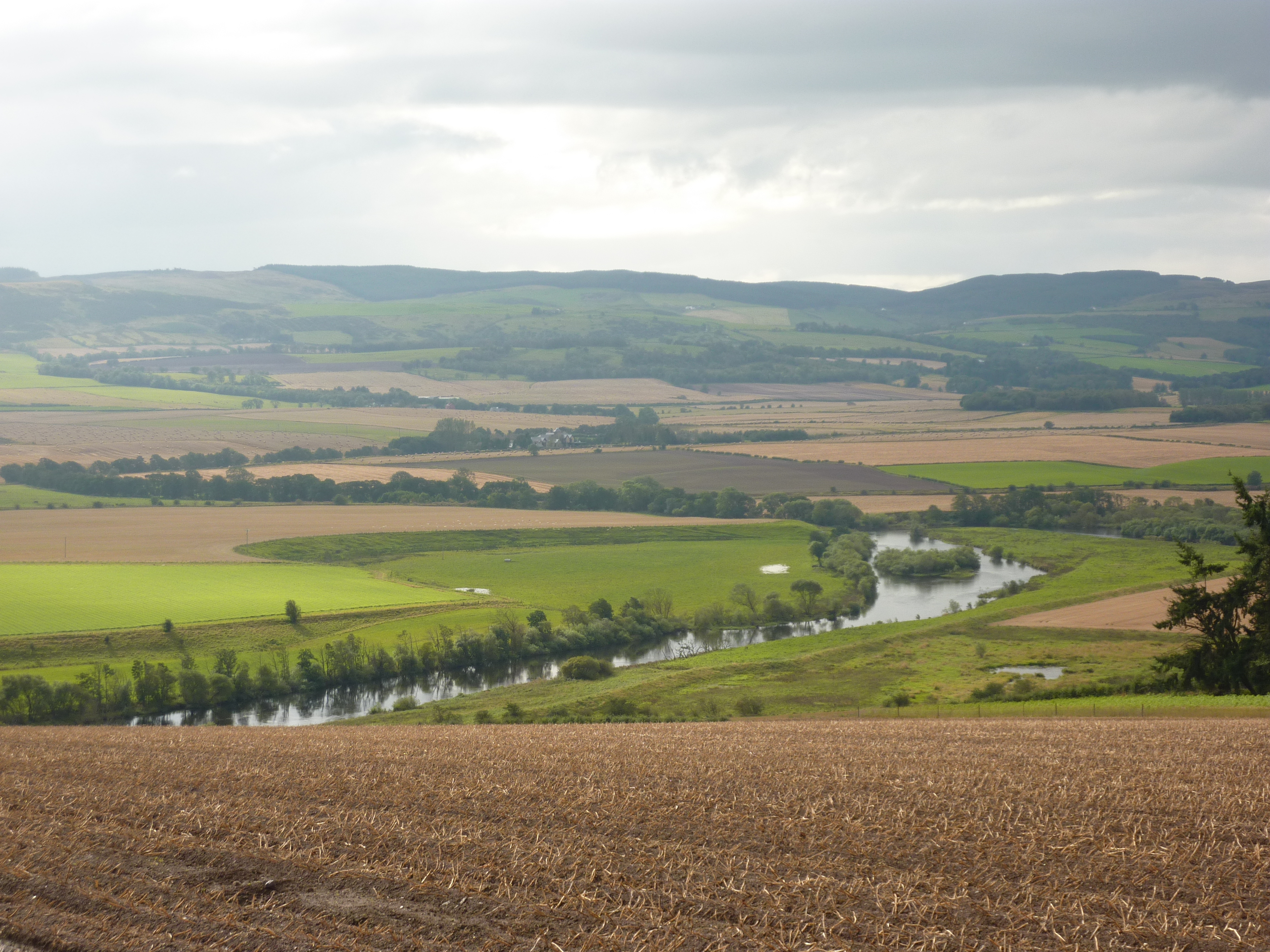
Blick ins Tal, bei Forteviot

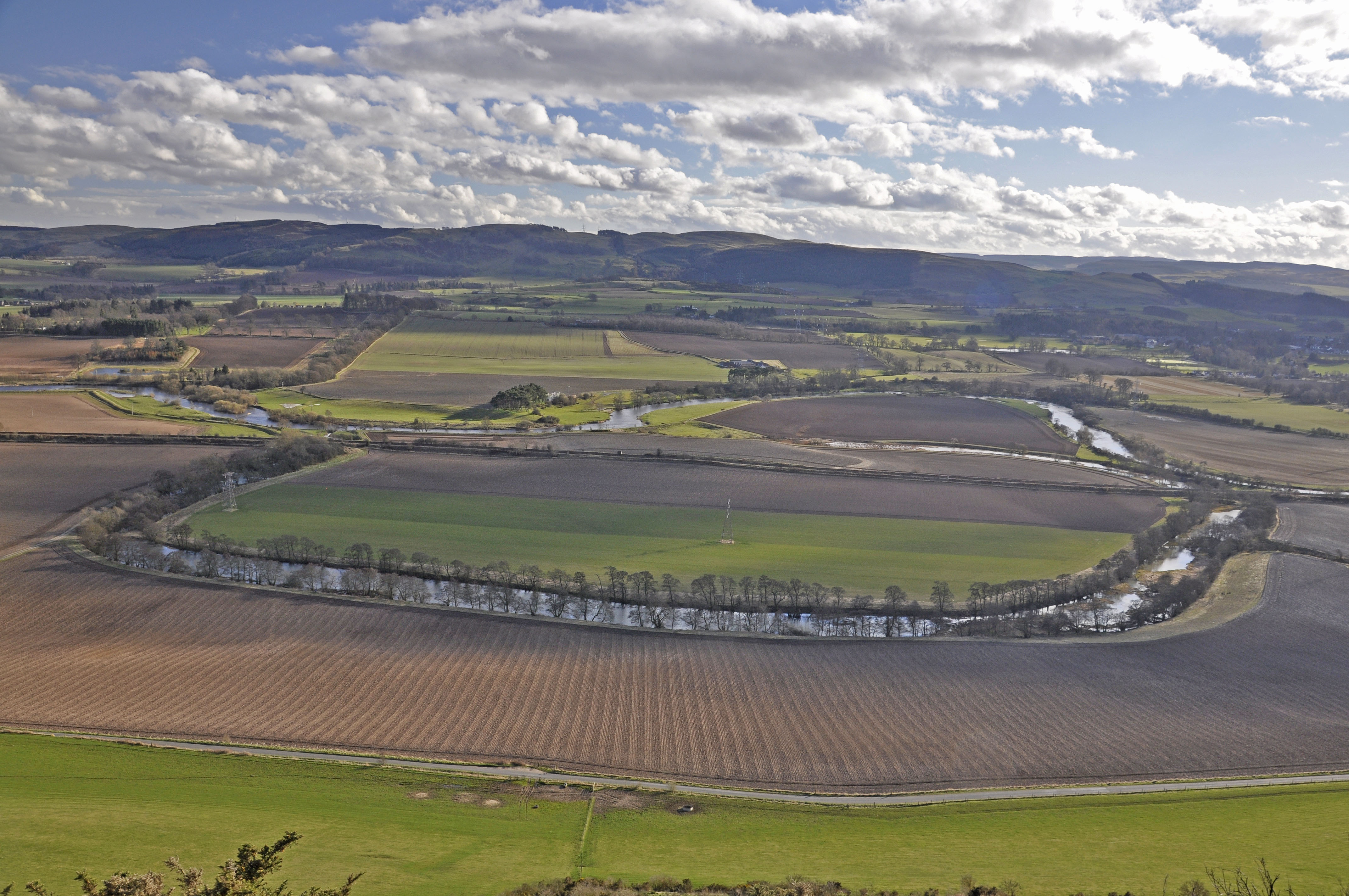
Blick auf Flussarme und Altwässer

Strathearn oder Strath Earn (/stræθˈɜːrn/, schottisch-gälisch Srath Èireann) bezeichnet das Gebiet des Flusses Earn in Schottland, der sich vom Loch Earn im Westen bis zum Fluss Tay im Osten erstreckt. Es ist der Name eines historischen Distrikts Schottlands, der im Norden durch Atholl, im Nordwesten durch Breadalbane, im Südwesten durch Menteith, im Südosten durch Fife und im Osten durch Perthia begrenzt wurde. Heute ist Strathearn ein Ward von Perth and Kinross.

## Geschichte
Strathearn war eine der ursprünglichen Provinzen des Königreichs Alba und wurde von einem Mormaer bzw. später Earl geführt. Das Earldom Strathearn entstand wahrscheinlich zu Beginn der Herrschaft von König David I. um 1124. Um diese Zeit wird Máel Ísu als Earl (comes) of Strathearn genannt. 1138 führte er ein Aufgebot auf der Seite des schottischen Königs in der Standartenschlacht. Sitz der Earls war bis Mitte des 13. Jahrhunderts bei Kenmore und befand sich vermutlich gegenüber dem heutigen Ort St Fillan auf einer mit Graben und Palisade befestigten Landzunge, wo der Earn River den Loch Earn verlässt. Malise, 8. Earl of Strathearn war der letzte einheimische Earl.
Im Spätmittelalter war Strathearn Teil der Region, die vom Sheriff in Perth verwaltet wurde. Als im 19. Jahrhundert die alten Provinzen durch neue Grafschaften (Shires) ersetzt wurden, die sich an den Grenzen der Sheriffsbezirke orientierten, wurde Strathearn zum südlichsten Teil von Perthshire. Als Ergebnis der Reformen des späten 20. Jahrhunderts ist Strathearn nun ein Ward von Perth and Kinross. 

## Geographie
Die Länge des Strathearns liegt bei knapp 50 Kilometern, die Breite bei durchschnittlich 13 Kilometern. Die bedeutendsten Siedlungen sind, von West nach Ost, Balquhidder, Lochearnhead, St Fillan, Comrie, Crieff, Muthill, Auchterarder, Dunning, Forteviot, Forgandenny, Bridge of Earn und Abernethy. Eine Reihe von sehenswerten Flussärmen und Altwässern finden sich im Tal, insbesondere im Norden und Westen von Forgandenny.